# Glaphyrus laufferi
Glaphyrus laufferi là một loài bọ cánh cứng trong họ Glaphyridae. Loài này được Reitter miêu tả khoa học năm 1903.